# Revoluția Mongolă din 1911
Revoluția mongolă din 1911 (Revoluția Mongoliei exterioare din 1911) a avut loc atunci când regiunea Mongoliei Exterioare și-a declarat independența față de dinastia Qing condusă de populația Manchu în timpul revoluției Xinhai. O combinație de factori, incluzând dificultăți economice și eșecul de a rezista imperialismului occidental, au determinat ca mulți oameni din China să fie nemulțumiți de guvernarea Qing. Când un nou program de colonizare a Mongoliei cu chinezi Han și asimilarea nativilor a fost prezentat, a fost întâmpinat cu o rezistență care a dus la separarea relativ fără sânge de Imperiul Qing. Multe căpetenii Barga și din Mongolia Interioară au ajutat revoluția și au devenit conducătorii revoluției.

## Stabilirea Mongoliei Exterioare
La începutul secolului al XX-lea, Mongolia era sărăcită. Repercusiunile Rebeliunii Taiping (1850-1864) au fost în principal responsabile de această deteriorare economică. Pierderea veniturilor fiscale din China de Sud în timpul revoltei și cheltuielile pentru suprimarea ei au epuizat trezoreria Qing. Argintul, în locul efectivelor de animale, așa cum era obiceiul, a devenit principalul mijloc de plată a impozitelor. Principala sursă de argint pentru mongoli era cea a obținută din împrumuturile de la negustorii chinezi. Aceste împrumuturi, tranzacționate la rate ale dobânzii foarte mari, au fost rambursate în efective de animale, care apoi au fost exportate în China. Rezultatul a fost o scădere catastrofală a dimensiunilor efectivelor de care depindea existența mongolilor.
O economie dezintegrată, o datorie crescândă și o creștere a taxelor au constituit componente ale tulburărilor sociale și politice din Mongolia. Cu toate acestea, planurile Qing pentru transformarea Mongoliei Exterioare au fost cele care a produs impulsul pentru rebeliune.

## „Noua Administrație”
Dinastia Qing (1644-1911) a fost fondată de clanul manciurian Aisin Gioro în ceea ce este astăzi nord-estul Chinei (cunoscut și sub denumirea de Manciuria). Cu siguranță nu au fost primii oameni non-Han care să conducă toată China, dar soarta acestor dinastii anterioare a fost întotdeauna aceeași: au invadat, au guvernat, s-au căsătorit, și, în cele din urmă, au fuzionat, mai mult sau mai puțin devenind ei înșiși chinezi. S-au făcut încercări de a menține tulpina Manchu pur etnică, deși aceste eforturi s-au dovedit a fi fără izbândă. Conducătorii timpurii din Manchu au adoptat diverse legi pentru a izola Manciuria de China (optsprezece provincii) și Mongolia. Aceștia au făcut același lucru și pentru mongoli: chinezilor Han li s-a interzis să intre în Mongolia, iar mongolilor nu li s-a permis să călătorească în afara propriilor zone. Mongolilor li s-a interzis să vorbească limbile chinezești sau să se căsătorească cu chinezii Han. Deși aplicarea acestor decizii s-a redus, legile au rămas în continuare în vigoare, avându-se grijă să se respecte aceste garanții.
Imperialismul occidental din China în ultima parte a secolului al XIX-lea a schimbat prioritățile politice în această țară. Înfrângerea Qing de către japonezi în 1895 (primul război sino-japonez), urmată la scurt timp de confiscarea germană a Shandongului și de „asaltul pentru concesii”, care a urmat în mod dramatic, a demonstrat inadecvarea eforturilor anterioare ale Qing de a rezista Occidentului. Revolta boxerilor, și mai ales victoria Japoniei asupra Rusiei în 1905, au fost interpretate pe scară largă în China ca triumful constituționalismului față de autocrație. Apoi au fost ordonate reformele economice, politice și militare de amploare, cunoscute sub numele de „Noua Administrație”" sau „Noile Politici” (Xin zheng).
În Mongolia Exterioară, cu toate acestea, Noua Administrație a fost accentuată destul de diferit. Scopul nu a fost pur și simplu modernizarea, așa cum a fost în teritoriile chinezești Han, ci asimilarea culturală. Ocupația ruseasca a peninsulei Liaodong în 1898 și apoi a Manciuriei de Nord în 1900 a confirmat temerile guvernului Qing despre un obiectiv rusesc mai larg pe întreaga frontieră nordică a imperiului lor. Conducătorii Qing au crezut că supraviețuirea stării lor ca entitate integrală depindea de eficiența frontierei, servind ca un „scut” de protecție pentru China. Pentru a realiza acest lucru, popoarele care locuiau în această regiune ar fi trebui să devină chineze.
Între anii 1901 și 1910, guvernul Qing a inaugurat un plan expansiv pentru colonizarea chineză a frontierei și reorganizarea guvernelor sale native (deși colonizarea terenurilor din Mongolia Interioară de către chinezi a început mult mai devreme). Un decret din 1910 care a abrogat vechile interdicții împotriva stabilirii chinezilor în Mongolia exterioară, căsătoriile între chinezi și mongoli, interzicerea folosirii limbajul chinez de către mongoli a fost ultimul pas spre dezmembrarea acelui zid de izolare pe care manciurienii l-au ridicat cu câteva secole mai înainte.
La începutul anilor 1910, guvernul Qing l-a numit pe Sando (sau Sandowa), un manciurian și fost guvernator adjunct al Guihwa, în calitate de vicerege al Mongoliei în capitala Urga (Ulaanbaatarul modern), pentru a pune în aplicare noua administrație. El a început imediat să organizeze douăzeci de birouri care să supravegheze chestiuni precum armata, impozitarea, poliția, guvernul și comerțul. Au fost făcute planuri de colonizare a Mongoliei cu fermierii chinezi. În ianuarie 1911, locotenent-colonelul Tang Zaili, a ajuns să supravegheze organizarea unei armate mongole, jumătate din ea urmând să fie formată din păstori mongoli. O baracă de 400 de locuri a fost ridicată lângă Urga. Mongolii au văzut în toate acestea o amenințare la adresa supraviețuirii lor. Disperarea lor a fost prezentată într-o petiție adresată guvernului Qing: „Printre numeroasele directive emise în mod repetat, nu există nici una de care să beneficieze și mongolii. În consecință, toți dorim să ni se permită să trăim conform tradițiilor noastre vechi”. Aroganța și brutalitatea personalului lui Tang Zaili și escorta militară nu au ajutat.

## Rezistența mongolă
La mai putin de o lună după sosirea lui Sando, între niște preoți budiști și chinezi au izbucnit certuri la un magazin de lemne chinezesc din Urga. Astfel de incidente nu erau necunoscute în trecut, dar au fost ferm suprimate de oficialii Qing. Aceasta s-a dezvoltat diferit. Când Sando a sosit la mănăstirea Gandan, mănăstirea principală din oraș, pentru a face arestări, preoții i-au alungat pe el și pe trupele sale cu pietre, forțându-i să se retragă. Sando a cerut ca Jebstundamba Khutuktu, liderul spiritual în Urga al mongolilor, să predea un anumit preot considerat a fi conducătorul incidentului. Khutuktu a refuzat și Sando l-a amendat. Ca răspuns, mongolii au cerut guvernului Qing să-l înlăture pe Sando, dar fără succes.
Au urmat alte incidente, toate subliniind autoritatea diminuată a lui Sando: un nobil minor, Togtokh Taij, cu o trupă mică, a jefuit mai multe magazine de comerț chineze din estul Mongoliei cu complicitatea oficialilor mongoli locali. Sando a trimis două detașamente de soldați pentru a-l prinde pe Togtokh. Ei au fost conduși în capcană de către ghidul lor mongol; cei mai mulți au fost uciși. Prinții mongoli au refuzat să ofere soldați pentru armata lui Sando. Prințul asupra căruia Togtokh a întreprins incursiuni a refuzat cererea lui Sando de a plăti despăgubiri comercianților chinezi.

## Decizia pentru independență

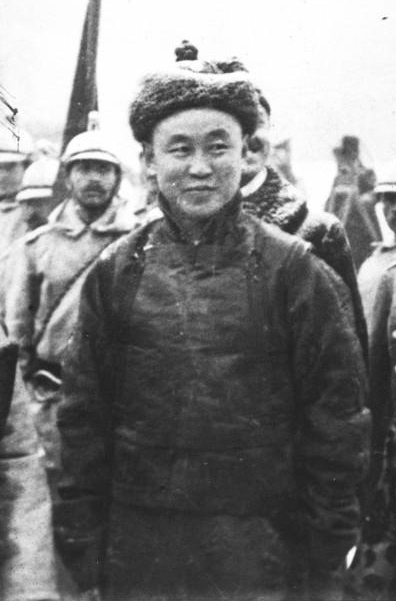
Prințul Namnansüren

În primăvara anului 1911, unii nobili mongoli importanți, inclusiv prințul Tögs-Ochiryn Namnansüren, l-au convins pe Jebstundamba Khutukhtu să convoace o întâlnire a nobililor și oficialilor ecleziaști pentru a discuta despre independență. Khutukhtu a consimțit. Pentru a evita suspiciunea, el a folosit ca pretext ocazia unui festival religios, moment în care liderii adunați au discutat despre nevoia de re-repartizare a impozitelor printre căpetenii. Reuniunea a avut loc pe 10 iulie, iar mongolii au discutat dacă ar fi mai bine să se supună sau să reziste voinței dinastiei Qing. Adunarea a ajuns într-un impas, unii argumentând pentru rezistența completă, alții pentru rezistență parțială. 18 nobili s-au decis să acționeze. Într-o întâlnire secretă pe dealurile din afara orașului Urga, ei au decis că Mongolia trebuie să-și declare independența. Apoi l-au convins pe Khutuktu să trimită o delegație de trei oameni importanți in Rusia - un nobil secular, un ecleziast și un misionar laic din Mongolia Interioară. Componența specială a delegației - un nobil, un cleric și un om simplu - ar fi fost un semnal că misiunea avea un important consens național.

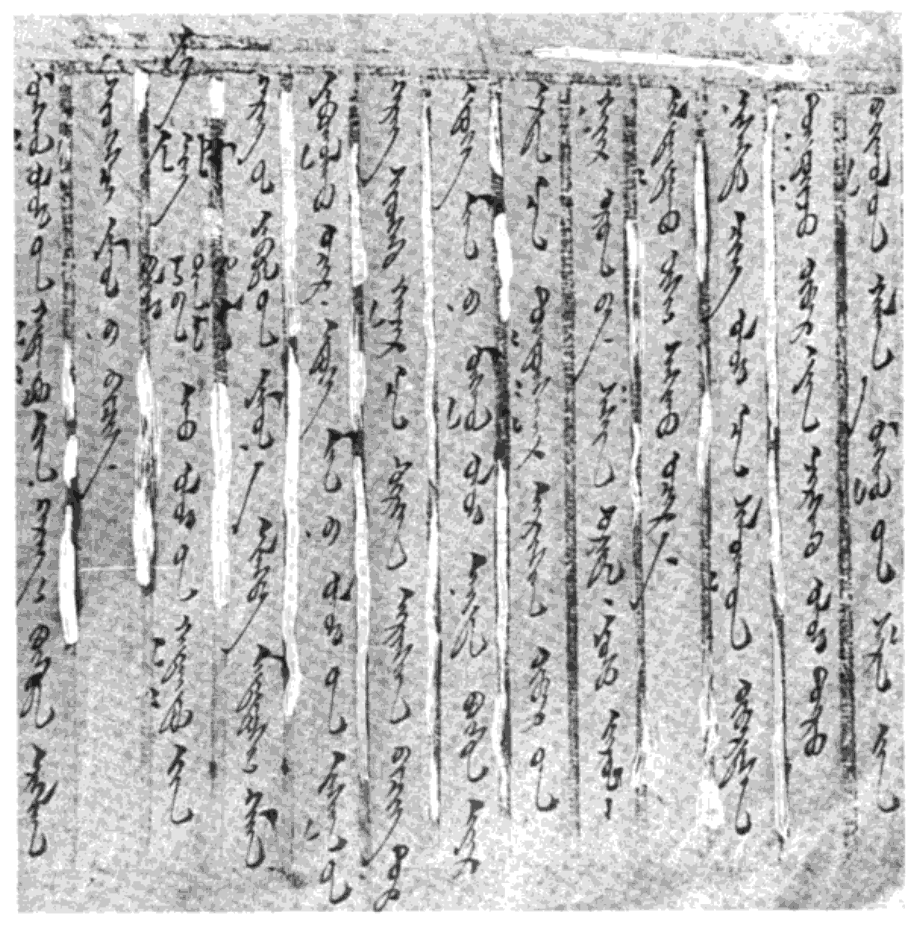
Scrisoarea trimisă miniștrilor de externe străini prin care se declara independența Mongoliei

Delegația trimisă la Sankt-Petersburg a dus cu ea o scrisoare semnată în numele Khutuktu și a „celor patru hani din Khalkha”. El a cerut asistență împotriva chinezilor, inclusiv cu arme, și a presupus că trupele rusești ar fi necesare împotriva unei unități chineze despre care mongolii credeau în acel moment că s-ar îndrepta spre Mongolia. Pentru a convinge un angajament, mongolii au promis în schimb concesii economice. Scrisoarea însăși era neclară cu privire la tipul specific de relații pe care mongolii doreau să-l stabilească cu Rusia. Rusia a vrut să includă Mongolia exterioară în sfera ei de influență și ca stat tampon care oferă protecție față de China și Japonia, dar nu a planificat niciodată să facă parte din imperiul ei. Guvernul rus a decis să sprijine, prin mijloace diplomatice mai degrabă decât prin mijloace militare, nu independența deplină a Mongoliei, ci autonomia în cadrul imperiului Qing. Cu toate acestea, ea și-a mărit gărzile consulare în Urga pentru a proteja delegația care a revenit.
Ministrul rus de la Beijing a fost apoi instruit să informeze guvernul Qing că mongolii au trimis o delegație la Sankt Petersburg, care s-a plâns de imigrația chineză, de prezența militară și de reorganizarea administrativă. El a afirmat că Rusia nu poate decât să fie îngrijorată de aceste evoluții, având în vedere granița comună împărtășită cu Khalkha, și a avertizat că China ar trebui să suporte consecințele dacă acest avertisment va fi ignorat.

## Independența
Aflând depre misiunea mongolă în Rusia, guvernul Qing i-a cerut lui Sando să investigheze. Sando l-a chemat imediat pe șeful administrației ecleziastice al Khutukhtu, Erdene Shanzav, și a cerut o explicație. Erdene Shanzav, argumentând că nu a fost implicat, a dezvăluit întregul complot. Sando a cerut apoi ca Khutuktu să-și retragă cererea pentru trupele rusești. Khutuktu a fost de acord, cu condiția ca Sando să desființeze noua administrație. Sando a trimis instrucțiuni de la Beijing și i s-a spus că părți din Noua Administrație ar putea fi amânate.
Era momentul potrivit pentru conciliere. Sando a ales să se înfurie în schimb. El a ordonat prinților din Urga să semneze o declarație conform căreia numai câteva persoane au fost responsabile pentru apelul adresat Rusiei. Prinții au dat o astfel de declarație, dar numai verbal. Sando a ordonat apoi mongolilor să nu mai aibă contact cu consulatul rus, amenințând în caz de neascultare să aducă încă 500 de soldați la Urga și să înarmeze populația chineză din oraș. El a postat santinele în jurul palatului lui Khutuktu, cu ordine de a bloca vizitatorii ruși. Și a trimis un contingent de trupe la frontiera ruso-mongolă pentru a intercepta delegația mongolă trimisă în Rusia la întoarcerea sa.
Evenimente foarte importante avea loc chiar în China. La 10 octombrie a avut loc o revoltă la Wuchang și a început o revoluție împotriva clasei conducătoare minoritare. Provinciile una după alta și-a declarat independența față de autoritatea Qing. Crezând că poziția lui era incontestabilă, Sando a dat legătura cu guvernul de la Beijing cerând permisiunea de a demisiona, dar cererea lui a fost respinsă. Între timp, delegația mongolă trimisă în Rusia s-a întors în secret și a raportat rezultatele călătoriei sale unui grup de prinți și preoți. Ei au compus un memoriu comun pentru Khutukhtu, întrebând ce ar trebui să facă Mongolia în loc de revoltele provinciale. El a sfătuit ca mongolii să formeze un stat propriu.
Încurajați de sprijinul lui Khutuktu și de prăbușirea imediată a dinastiei Qing, a fost format guvernul provizoriu al lui Khalkha, condus de niște nobili proeminenți Khalkha. La 28 noiembrie, guvernul a ordonat tuturor celor patru provincii (aimag) ale Khalkha să mobilizeze câte o mie de soldați. Aproape imediat, 500 de oameni din khoshuunurile vecine s-au adunat în Urga. Două zile mai târziu, Sando a primit o scrisoare, semnată în numele nobililor și preoților din Khalkha, afirmând că au auzit despre o mișcare secesionistă în China și că trupele chineze ale „partidului revoluționar” se pregăteau să pornească spre Urga din Mongolia interioară. Scrisoarea a continuat să afirme că, având în vedere beneficiile obținute de Khalkhas din partea dinastiei Qing în trecut, Khutuktu a ordonat mobilizarea a 4.000 de soldați pentru a porni spre Beijing pentru a-l apăra pe împărat. Sando s-a fost rugat să le ofere acestor bărbați provizii și arme. I s-au dat trei ore să răspundă. Nu a venit nici un răspuns. Abandonând această înșelăciune subtilă, o delegație de nobili și preoți a vizitat biroul lui oficialului și l-au informat despre decizia lor de a declara independența și de a-l instala pe Khutuktu în calitatea de împărat. Sando s-a rugat de delegație. El a recunoscut că ceea ce s-a întâmplat a fost rezultatul nebuniei sale și a promis că va recomanda o autonomie totală pentru Mongolia, dar nu independența. Delegația a răspuns rapid că a venit pur și simplu să transmită un mesaj, nu să îl dezbată. Sando a fost obligat să părăsească țara în 24 de ore.
Erau puțin lucruri pe care Sando le putea face. Avea doar 150 de soldați, care, în orice caz, se aflau într-o stare de spirit refractară din cauza întârzierilor salariale. În ziua următoare, soldații săi au fost dezarmați de milițieni mongoli, precum și de cazacii ruși ai convoiului consular aflați sub comanda lui Grigory Semonov, viitorul ataman. Sando și personalul său s-au mutat în clădirea consulatului rus pentru propria lor siguranță.
La 30 noiembrie 1911, mongolii au stabilit guvernul temporar al Khalkha. Pe 5 decembrie, Sando a părăsit Mongolia sub escorta rusă. Autoritatea chineză din restul țării s-a prăbușit repede după aceea. Mai târziu în acea lună sau în ianuarie 1912 (sursele diferă), guvernatorul militar al orașului Uliastai din Mongolia de Vest, personalul său și gărzile militare au plecat liberi, sub protecția trupelor de cazaci. Guvernatorul militar adjunct al lui Khovd, totuși, a decis să se opună, sperând pentru întăriri din Xinjiang. Trupele au venit prea târziu: orașul a fost înconjurat de trupe mongole, întăririle au fost zdrobite. În august 1912, fortăreața orașului a fost depășită de trupele mongole, iar el și personalul său au fost escortate în afara țării de către cazaci.
La 1 decembrie, guvernul provizoriu al Khalkha a emis o proclamație generală prin care a anunțat încetarea dominației dinastiei Qing și instituirea unei teocrații sub conducerea Jebtsundamba Khutuktu. La sfârșitul lunii, pe 29 decembrie, Khutuktu a fost în mod oficial instalat ca Bodg Khaan („Marele Han” sau „împărat”) al noului stat mongol. Aceasta a inaugurat epoca lui Bogd Khan. În timp ce toate regiunile Barga, Dariganga, Khovd, Huvsgul, 26 de regiuni din regiunea Ili (Dzungarian Oirads), 24 de regiuni dintre cele 29 de regiuni din Mongolia superioară, 35 de regiuni din cele 49 din Mongolia interioară au trimis declarații în sprijinul apelului lui Bogd Khan de reunificare mongolă totuși, cei mai mulți dintre ei erau prea prudenți pentru a încerca să se alăture regimului Bogd Khan.
Revoluția mongolă a fost, în cea mai mare parte, o transferare ordonată a puterii. Caracterul său relativ pașnic a fost determinat de realismul autorităților Qing din Mongolia și, în mică măsură, de prezența trupelor rusești care au oferit protecție acestor autorități și trupelor chineze.